# Guglielmina d'Assia-Darmstadt
Guglielmina d'Assia-Darmstadt (Prenzlau, 25 giugno 1755 – San Pietroburgo, 15 aprile 1776) fu una principessa del langraviato d'Assia-Darmstadt per nascita, e Gran Principessa di Russia come consorte del futuro imperatore Paolo I di Russia.

## Matrimonio
Era figlia di Luigi IX d'Assia-Darmstadt e di Carolina del Palatinato-Zweibrücken-Birkenfeld.
Nell'estate 1773 la zarina Caterina II di Russia volle invitare a San Pietroburgo la contessa Carolina del Palatinato-Zweibrücken-Birkenfeld, langravia d'Assia-Darmstadt, e sue tre figlie nubili, Guglielmina appunto, Amalia e Luisa. Caterina stimava l'intelligenza e la cultura della contessa e pensò che anche le figlie avessero le stesse virtù della madre.
Anche se aveva la pelle macchiata dal vaiolo Guglielmina suscitò le positive attenzioni sia dell'imperatrice che del figlio Paolo, destinato a succederle.
Fu dunque scelta come sposa del futuro imperatore e iniziò a essere educata in quanto tale: prima di tutto dovette convertirsi alla fede ortodossa, come era accaduto anni prima alla stessa Caterina, il cui nome di battesimo era Sofia. Guglielmina si convertì al credo russo-ortodosso e assunse il nome di Natal'ja Alekseevna.
Il 29 settembre 1773 vennero celebrate le nozze.
Sempre ricordando le pene sofferte appena arrivata in Russia, Caterina scrisse alla nuora una serie di consigli perché evitasse amicizie infide e complotti politici.
Tuttavia le aspettative di Caterina vennero deluse: Natal'ja si dimostrò infedele al marito innamorandosi perdutamente di Andrej Razumovskij. Inoltre la Grande Principessa ne risultò incinta. Molti a corte ebbero sospetti sulla paternità del nascituro ma Caterina volle comunque non far mancare mai niente alla nuora: si trattava del primo nipote e si sperava in un sano erede maschio. La suocera stette vicino a Natal'ja anche durante il travaglio.

## Morte
Il travaglio però iniziò a durare più del normale e i medici chiesero l'autorizzazione ad effettuare un cesareo, che all'epoca avrebbe significato sacrificare la madre e salvare il nascituro.
Caterina non volle, anche perché il bambino non dava più segni di movimento e quindi era ormai morto.
Passò ancora del tempo e i lamenti sofferenti della partoriente si fecero sempre più sfiniti e flebili finché, dopo cinque giorni di agonia, la giovane morì.
Incidendo la pancia, venne estratto un bambino sano ma di grandi dimensioni. Per una deformazione alla spina dorsale, Natal'ja non era riuscita a partorirlo.
La morte della zarevna colpì profondamente Caterina e gettò nella disperazione Paolo, che tentò anche il suicidio. Tuttavia più tardi si risposò ed ebbe diversi figli, la cui nascita, memore della tragica esperienza, fu seguita con ancor maggiore attenzione da parte dell'imperatrice.

## Antenati
|                                                |                                                    |                                                   | Genitori                                  |  |  | Nonni |  |  | Bisnonni                        |  |  | Trisnonni                  |  |
|                                                |                                                    |                                                   |                                           |  |  |       |  |  | Ernesto Luigi d'Assia-Darmstadt |  |  | Luigi VI d'Assia-Darmstadt |  |
|                                                |                                                    |                                                   |                                           |  |  |       |  |  | Ernesto Luigi d'Assia-Darmstadt |  |  | Luigi VI d'Assia-Darmstadt |  |
|                                                |                                                    | Elisabetta Dorotea di Sassonia-Gotha-Altenburg    |                                           |  |  |       |  |  | Ernesto Luigi d'Assia-Darmstadt |  |  |                            |  |
| Luigi VIII d'Assia-Darmstadt                   |                                                    |                                                   |                                           |  |  |       |  |  | Ernesto Luigi d'Assia-Darmstadt |  |  |                            |  |
|                                                |                                                    | Dorotea Carlotta di Brandeburgo-Ansbach           | Alberto II di Brandeburgo-Ansbach         |  |  |       |  |  |                                 |  |  |                            |  |
|                                                |                                                    | Dorotea Carlotta di Brandeburgo-Ansbach           | Alberto II di Brandeburgo-Ansbach         |  |  |       |  |  |                                 |  |  |                            |  |
|                                                |                                                    | Dorotea Carlotta di Brandeburgo-Ansbach           | Sofia Margherita di Oettingen-Oettingen   |  |  |       |  |  |                                 |  |  |                            |  |
| Luigi IX d'Assia-Darmstadt                     |                                                    | Dorotea Carlotta di Brandeburgo-Ansbach           |                                           |  |  |       |  |  |                                 |  |  |                            |  |
|                                                |                                                    | Giovanni Reinardo III di Hanau-Lichtenberg        | Giovanni Reinardo II di Hanau-Lichtenberg |  |  |       |  |  |                                 |  |  |                            |  |
|                                                |                                                    | Giovanni Reinardo III di Hanau-Lichtenberg        | Giovanni Reinardo II di Hanau-Lichtenberg |  |  |       |  |  |                                 |  |  |                            |  |
|                                                |                                                    | Giovanni Reinardo III di Hanau-Lichtenberg        | Anna Maddalena di Birkenfeld-Bischweiler  |  |  |       |  |  |                                 |  |  |                            |  |
| Carlotta di Hanau-Lichtenberg                  |                                                    | Giovanni Reinardo III di Hanau-Lichtenberg        |                                           |  |  |       |  |  |                                 |  |  |                            |  |
|                                                |                                                    | Dorotea Federica di Brandeburgo-Ansbach           | Giovanni Federico di Brandeburgo-Ansbach  |  |  |       |  |  |                                 |  |  |                            |  |
|                                                |                                                    | Dorotea Federica di Brandeburgo-Ansbach           | Giovanni Federico di Brandeburgo-Ansbach  |  |  |       |  |  |                                 |  |  |                            |  |
|                                                |                                                    | Dorotea Federica di Brandeburgo-Ansbach           | Giovanna Elisabetta di Baden-Durlach      |  |  |       |  |  |                                 |  |  |                            |  |
| Guglielmina d'Assia-Darmstadt                  |                                                    | Dorotea Federica di Brandeburgo-Ansbach           |                                           |  |  |       |  |  |                                 |  |  |                            |  |
|                                                | Cristiano II del Palatinato-Zweibrücken-Birkenfeld | Cristiano I del Palatinato-Birkenfeld-Bischweiler |                                           |  |  |       |  |  |                                 |  |  |                            |  |
|                                                | Cristiano II del Palatinato-Zweibrücken-Birkenfeld | Cristiano I del Palatinato-Birkenfeld-Bischweiler |                                           |  |  |       |  |  |                                 |  |  |                            |  |
|                                                | Cristiano II del Palatinato-Zweibrücken-Birkenfeld | Maddalena Caterina del Palatinato-Zweibrücken     |                                           |  |  |       |  |  |                                 |  |  |                            |  |
| Cristiano III del Palatinato-Zweibrücken       | Cristiano II del Palatinato-Zweibrücken-Birkenfeld |                                                   |                                           |  |  |       |  |  |                                 |  |  |                            |  |
|                                                |                                                    | Caterina Agata di Rappoltstein                    | Giovanni Giacobbe di Rappoltstein         |  |  |       |  |  |                                 |  |  |                            |  |
|                                                |                                                    | Caterina Agata di Rappoltstein                    | Giovanni Giacobbe di Rappoltstein         |  |  |       |  |  |                                 |  |  |                            |  |
|                                                |                                                    | Caterina Agata di Rappoltstein                    | Anna Claudia di Salm                      |  |  |       |  |  |                                 |  |  |                            |  |
| Carolina del Palatinato-Zweibrücken-Birkenfeld |                                                    | Caterina Agata di Rappoltstein                    |                                           |  |  |       |  |  |                                 |  |  |                            |  |
|                                                |                                                    | Luigi Kraft di Nassau-Saarbrücken                 | Gustavo Adolfo di Nassau-Saarbrücken      |  |  |       |  |  |                                 |  |  |                            |  |
|                                                |                                                    | Luigi Kraft di Nassau-Saarbrücken                 | Gustavo Adolfo di Nassau-Saarbrücken      |  |  |       |  |  |                                 |  |  |                            |  |
|                                                |                                                    | Luigi Kraft di Nassau-Saarbrücken                 | Eleonora Clara di Hohenlohe               |  |  |       |  |  |                                 |  |  |                            |  |
| Carolina di Nassau-Saarbrücken                 |                                                    | Luigi Kraft di Nassau-Saarbrücken                 |                                           |  |  |       |  |  |                                 |  |  |                            |  |
|                                                |                                                    | Filippina Enrichetta di Hohenlohe-Langenburg      | Enrico Federico di Hohenlohe-Langenburg   |  |  |       |  |  |                                 |  |  |                            |  |
|                                                |                                                    | Filippina Enrichetta di Hohenlohe-Langenburg      | Enrico Federico di Hohenlohe-Langenburg   |  |  |       |  |  |                                 |  |  |                            |  |
|                                                |                                                    | Filippina Enrichetta di Hohenlohe-Langenburg      | Giuliana Dorotea di Castell-Remlingen     |  |  |       |  |  |                                 |  |  |                            |  |
|                                                |                                                    | Filippina Enrichetta di Hohenlohe-Langenburg      |                                           |  |  |       |  |  |                                 |  |  |                            |  |